# Thomas Helwys
Thomas Helwys (ok. 1570–1616) – jeden z pionierów baptyzmu, angielski prawnik i teolog, autor jednego z najwcześniejszych traktatów teologicznych w obronie wolności sumienia dla wszystkich pt. The Mystery of Iniquity (Tajemnica nieprawości).

## Życiorys
Studiował prawo w Gray's Inn w Londynie, później prowadził praktykę adwokacką. Ok. 1605 w jego domu w Broxtowe Hall w Nottinghamshire odbywały się zakazane dysydenckie konwentykle, którym przewodził John Smyth. Helwys najprawdopodobniej sfinansował odbytą w 1608 podróż uczestników tych spotkań do Holandii, która miała charakter ucieczki przed prześladowaniami religijnymi. W 1609 grupa ta przyjęła praktykę udzielania chrztu wyłącznie osobom świadomym tego aktu i z tego względu jest uznawana za prekursora ruchu baptystycznego.
W 1612 postanowił powrócić wraz z niektórymi towarzyszami do Londynu, gdzie odegrał wiodącą rolę w powstaniu pierwszego zboru baptystycznego w Anglii w Spitalfields. Zbór ten stał na stanowisku, iż zbawienie jest dostępne dla wszystkich ludzi, w czym sprzeciwiał się radykalnej kalwińskiej doktrynie predestynacji. W tym punkcie Helwys różnił się też od Johna Smytha.
Jego poglądy teologiczne znalazły się u podstaw przekonania, iż państwo powinno gwarantować prawo wyznawania wszystkich religii, a nawet bezreligijność. Zapatrywanie to wyraził w dedykowanej królowi Jakubowi I i wydanej w 1612 książce The Mistery of Iniquity, uważanej przez Williama Brackneya za „pierwszy wykład pełnej wolności religijnej w języku angielskim”.
Zmarł w więzieniu Newgate, gdzie został osadzony z powodu przekonań religijnych.